# Rasteau
Rasteau ist eine französische Gemeinde des Départements Vaucluse in der Region Provence-Alpes-Côte d’Azur. Administrativ ist sie dem Kanton Vaison-la-Romaine und dem Arrondissement Carpentras zugeteilt.

## Geografie

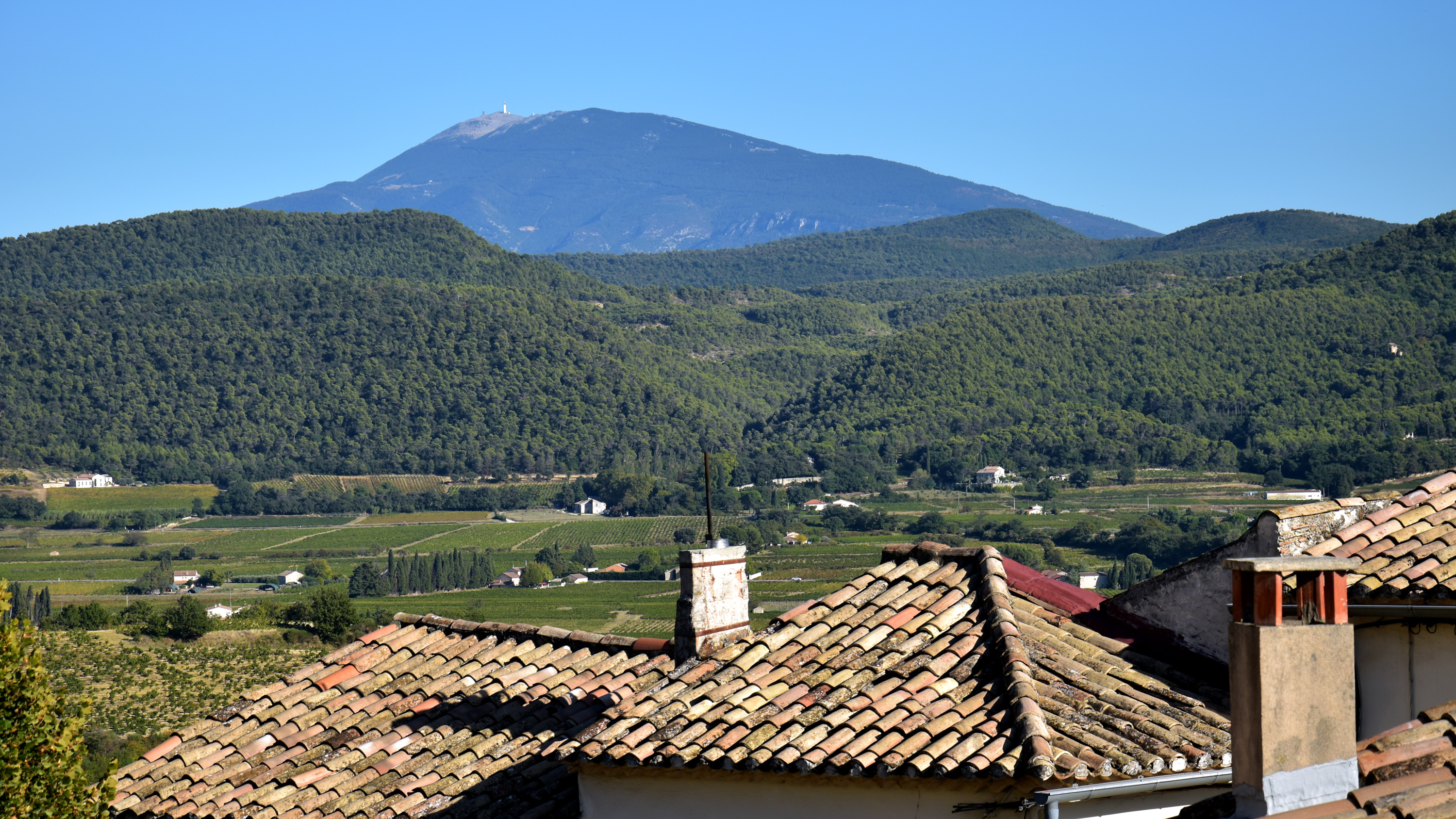
Rasteau, im Hintergrund der Mont Ventoux

Der Weinort mit 791 Einwohnern (Stand 1. Januar 2022) liegt am rechten (westlichen) Ufer der Ouvèze 18 Kilometer nordöstlich von Orange und 35 Kilometer nordnordöstlich von Avignon. Das Dorf ist an die Départementsstraße D69 angeschlossen, die die Départementsstraße D975 im Südosten des Gemeindegebiets kreuzt. Das Klima ist mediterran geprägt, allerdings ist der Ort stark dem Mistral ausgesetzt, der ganzjährig Spitzengeschwindigkeiten von bis zu 90–100 km/h erreichen kann, was in der Gegend oft vorkommt und zu einer empfindlichen Abkühlung führt.

## Geschichte
Die römische Kolonisation hat deutliche Spuren in der Gegend hinterlassen. Im Ortsteil Hautes-Rives wurde eine Grabstatt mit reichhaltigen Grabbeigaben freigelegt. Weitere Funde, die vermutlich zum Teil noch älter sind, konnten nicht exakt zugeordnet werde, so zum Beispiel ein Altar mit Muttergottheiten, ein Grab mit einer szenischen Maske, Haarnadeln, Votivstatuetten und die Grabinschrift eines Präfekten des gallischen Stammes der Voconces.
Im Früh- und Hochmittelalter herrschten die Bischöfe von Vaison in geistlichen und weltlichen Angelegenheiten über das Gebiet. Die älteste schriftliche Erwähnung von Rasteau findet man in einer Streitschrift über ein zur Kommune gehörendes Grundstück mit dem Namen Saint-Martin. Bischof Pierre II. de Mirabel nahm sich im Jahre 1009 dieser Sache an. 1188 ergriff Raymond V. von Toulouse, Markgraf der Provence, der im Streit mit Bischof Bérenger de Reilhane lag, Besitz vom Dorf. Die Hugenottenkriege überstand die Region schadlos.

### Toponymie
Die älteste bezeugte Schreibweise des Dorfnamens lautet Rastellum abgeleitet vom gleichlautenden lateinischen Wort. Das ergab im Französischen râteau (dt. „Rake“, oder „Harke“). Es handelt sich dabei um ein Oronym, bezeichnete also ursprünglich einen Berg.

### Wappen
Wappenbeschreibung: In Azurblau bilden vier goldene Ketten, die im Zentrum von einem Ring derselben Farbe zusammengehalten werden, ein Schragenkreuz.

### Bevölkerungsentwicklung
| Jahr      | 1962 | 1968 | 1975 | 1982 | 1990 | 1999 | 2009 |
| --------- | ---- | ---- | ---- | ---- | ---- | ---- | ---- |
| Einwohner | 330  | 289  | 269  | 234  | 266  | 293  | 295  |

## Wirtschaft
In der Mitte des 19. Jahrhunderts war der Ort mit seinen lehmigen Böden dank seinem Obst und seinen Oliven bekannt. Der untere Teil des Gemeindegebiets, das oft vom Hochwasser der Ouvèze überschwemmt wurde, bestand aus Wiesen. Heute lebt das Dorf vorwiegend vom Weinbau und dem (Wein)tourismus.

### Weinbau

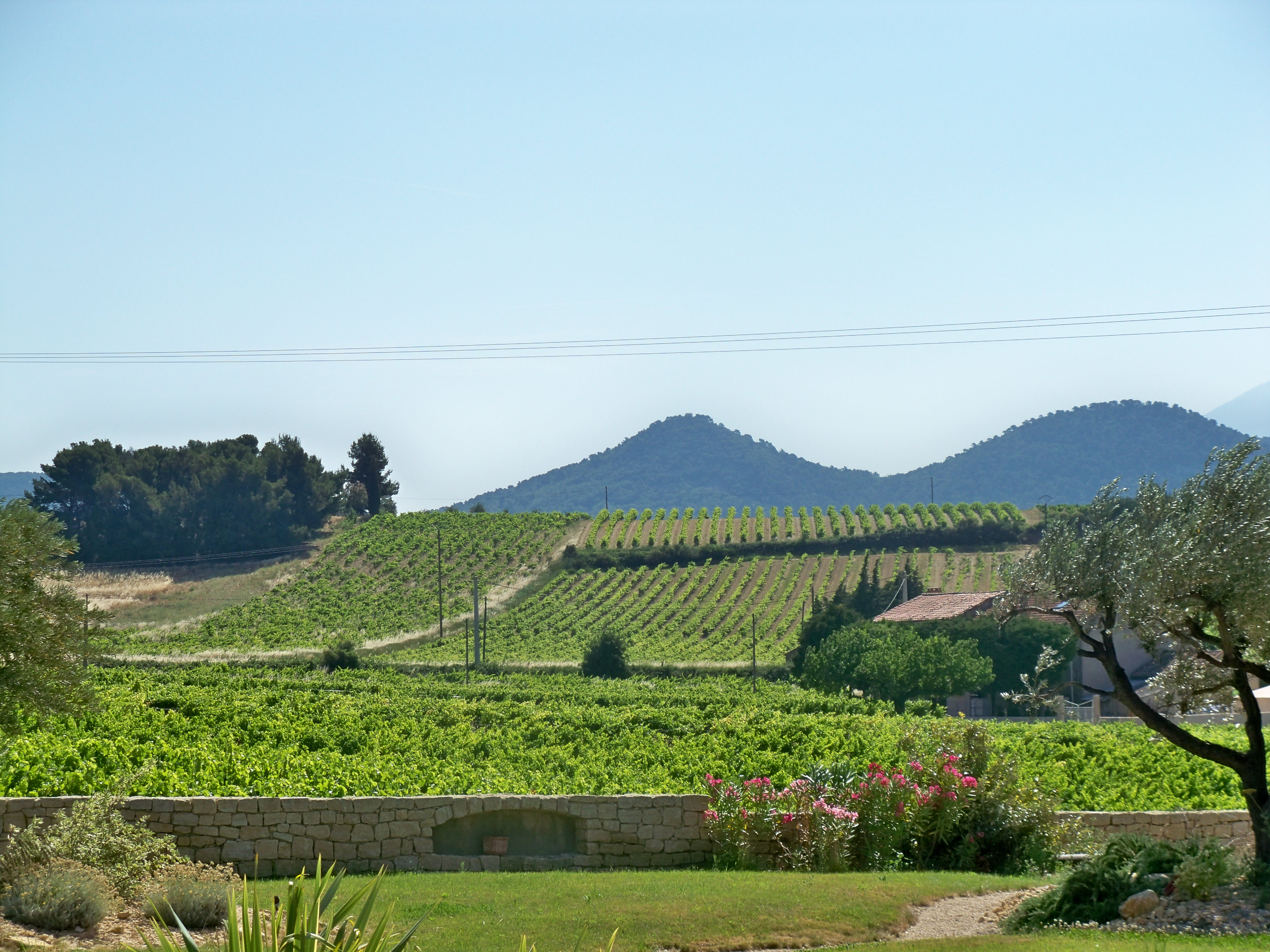
Weinberg in Rasteau

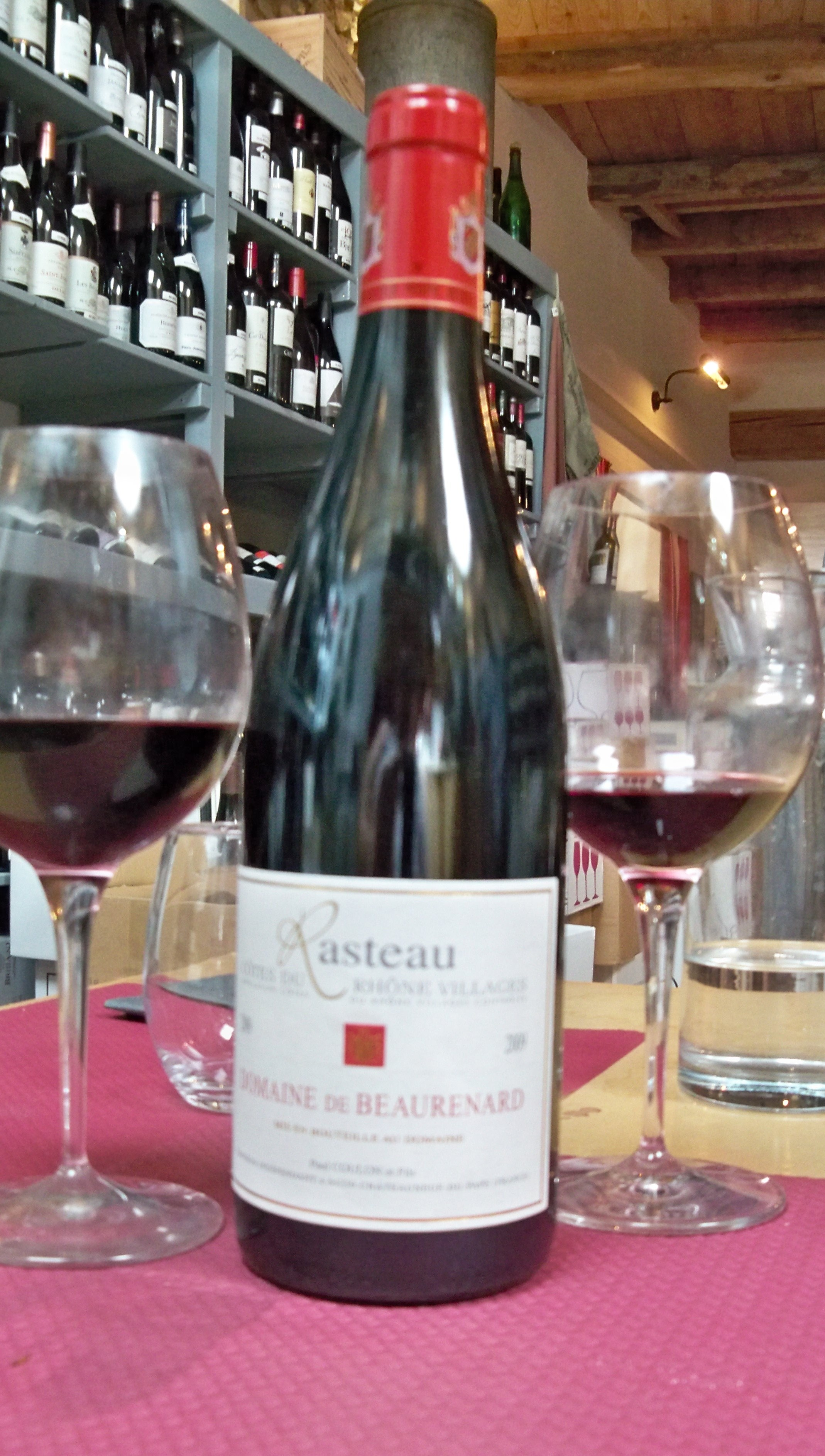
Ein Rasteau AOC vom Weingut Beauregard.

Das Weinbaugebiet Rasteau ist eine nach dem gleichnamigen Ort benannte Appellation in der südlichen Weinregion Côtes du Rhône. Seit dem 22. November 2010 verfügt Rasteau über den Status einer Appellation d’Origine Contrôlée (kurz AOC). Es werden vorwiegend Rotwein (Rasteau rouge) und kleine Mengen Roséwein (Rasteau rosé) produziert. Das Anbaugebiet des Rasteau sec AOC ist für die Rotweine auf die Gemeinde Rasteau, für die Roséweine dagegen auf die Gemeinden Rasteau, Sablet und Cairanne beschränkt und erstreckt sich über ca. 1000 Hektar. Der Rasteau rouge besticht eher durch seine Wuchtigkeit als seine Eleganz. Gastronomen empfehlen den Wein vor allem zu Wild. Er kann zehn oder mehr Jahre im Keller reifen und profitiert in der Regel auch davon.
Zusätzlich darf in der Appelation Rasteau ein Vin Doux Naturel erzeugt werden, bei dem die Gärung durch Zugabe von 5 % bis 10 % Alkohol gestoppt wurde.

#### Boden und Klima
Fast alle Weinberge des Ortes befinden sich am Hang der Montagne de Ventabren. Die Terrassen an diesem Schwemmkegel aus alpinem Material bestehen aus Kieselgestein und gräulichem Kalkstein in einer Matrix aus rötlichem Ton. Das Klima ist mediterran geprägt. Die Weinberge, die hochklassige Weine hervorbringen, sind nach Süden ausgerichtet und damit vor dem Mistral geschützt.

#### Rebsorten
Rot- und Rosèwein sind nicht reinsortig, sondern ein Verschnitt (eine Assemblage) aus verschiedenen Rebsorten, wobei die rote Grenache-Traube mit mindestens 50 % Anteil klar dominiert. Ergänzungssorten sind Mourvèdre und Syrah. Als Nebensorten sind alle sonstigen in der Weinbauregion Rhone erlaubten Sorten zugelassen.

#### Produzenten
Die Winzergenossenschaft von Rasteau wurde 1925 gegründet. Ihre Mitglieder begannen sich auf Qualität statt Quantität zu konzentrieren. In den 1970er Jahren entstanden auch unabhängige Weingüter. Die Genossenschaft, die heute 170 Mitglieder zählt, liefert rund 55 % der Gesamtproduktion, daneben gibt es 34 unabhängige Winzer, wobei 20 von ihnen in der Gemeinde Rasteau tätig sind.

#### Qualitätssicherung
Der Basisertrag ist für den Rotwein gesetzlich auf tiefe 30 Hektoliter pro Hektar beschränkt. Der Mindestalkoholgehalt ist vorgeschrieben und muss bei mindestens 12,5 Volumenprozent liegen. Typischerweise ist er aber höher, in einem guten Jahr liegt er bei erstaunlichen 15 %.

#### Ertrag
Der jährliche Ertrag liegt im Durchschnitt bei rund 27.000 Hektoliter, was rechnerisch etwa 3.600.000 Flaschen ergibt. 80 % des Weines wird dann auch in Flaschen vermarktet; 40 % davon geht in den Export.

#### Winzerfest
Das Winzerfest mit dem Namen Nuit des vins („Nacht der Weine“) wurde 1986 ins Leben gerufen. Es ist seither zur Tradition geworden und findet jährlich Mitte August statt.

## Sehenswürdigkeiten
- Die mittelalterliche Burg wurde erstmals 1255 unter dem Namen Castris Rastello erwähnt. Sie grenzte an die Kirche und war den Bischöfen von Vaison unterstellt. Heute sind nur noch sehr kleine Reste davon erhalten geblieben.
- Pfarrkirche Saint-Didier.
- Die Kapelle ist der Notre Dame des Vignerons („lieben Frau der Winzer“) gewidmet und geht auf das 17. Jahrhundert zurück. Den heutigen Namen erhielt sie allerdings erst 1930. Sie wurde in den Jahren 1957 und 1961 restauriert.[2]
- Das Haupttor des mittelalterlichen Befestigungsgürtels wurde im Jahre 1753 mit einem Uhrturm überbaut.[2]

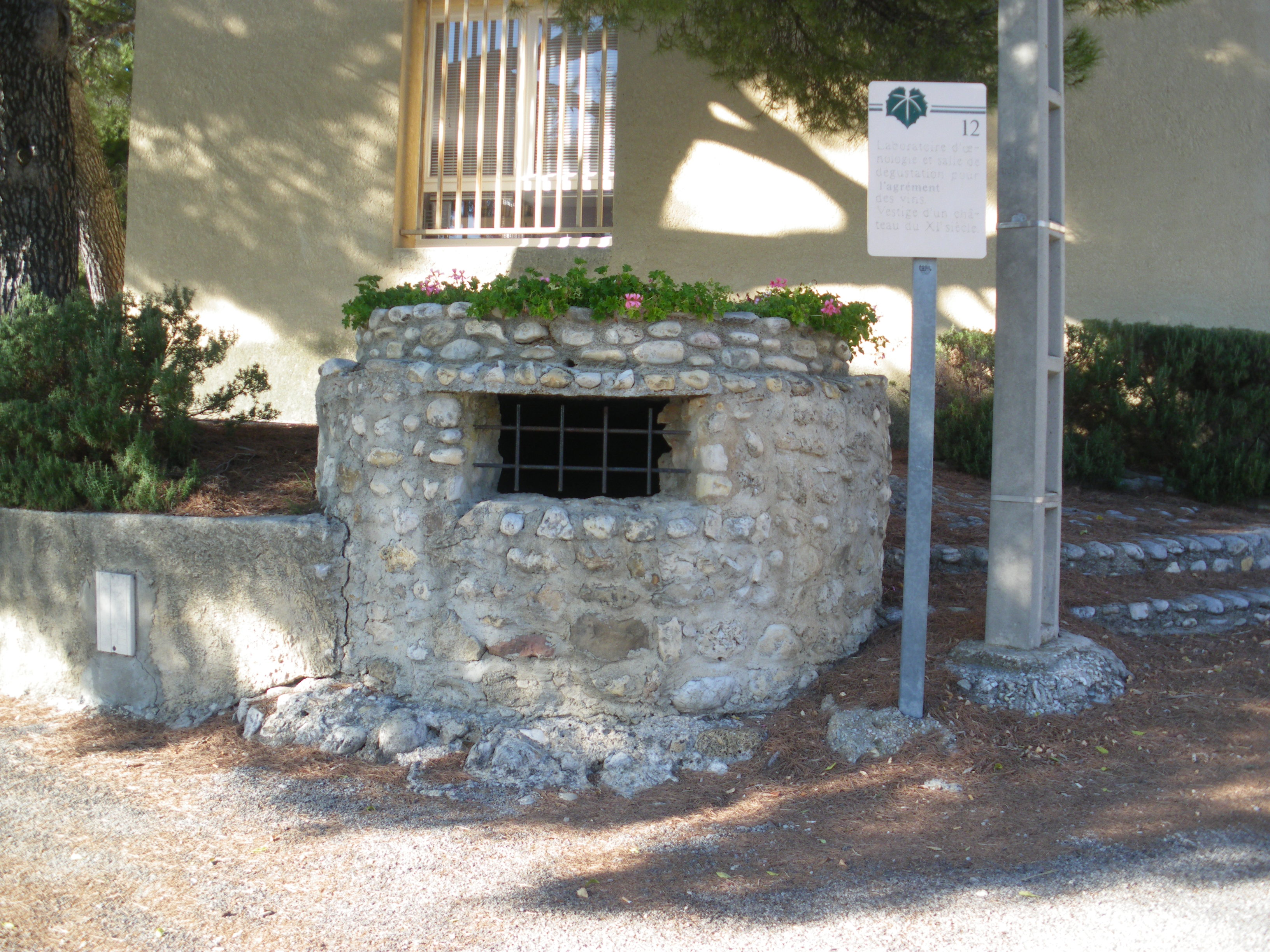
Überreste der Burg
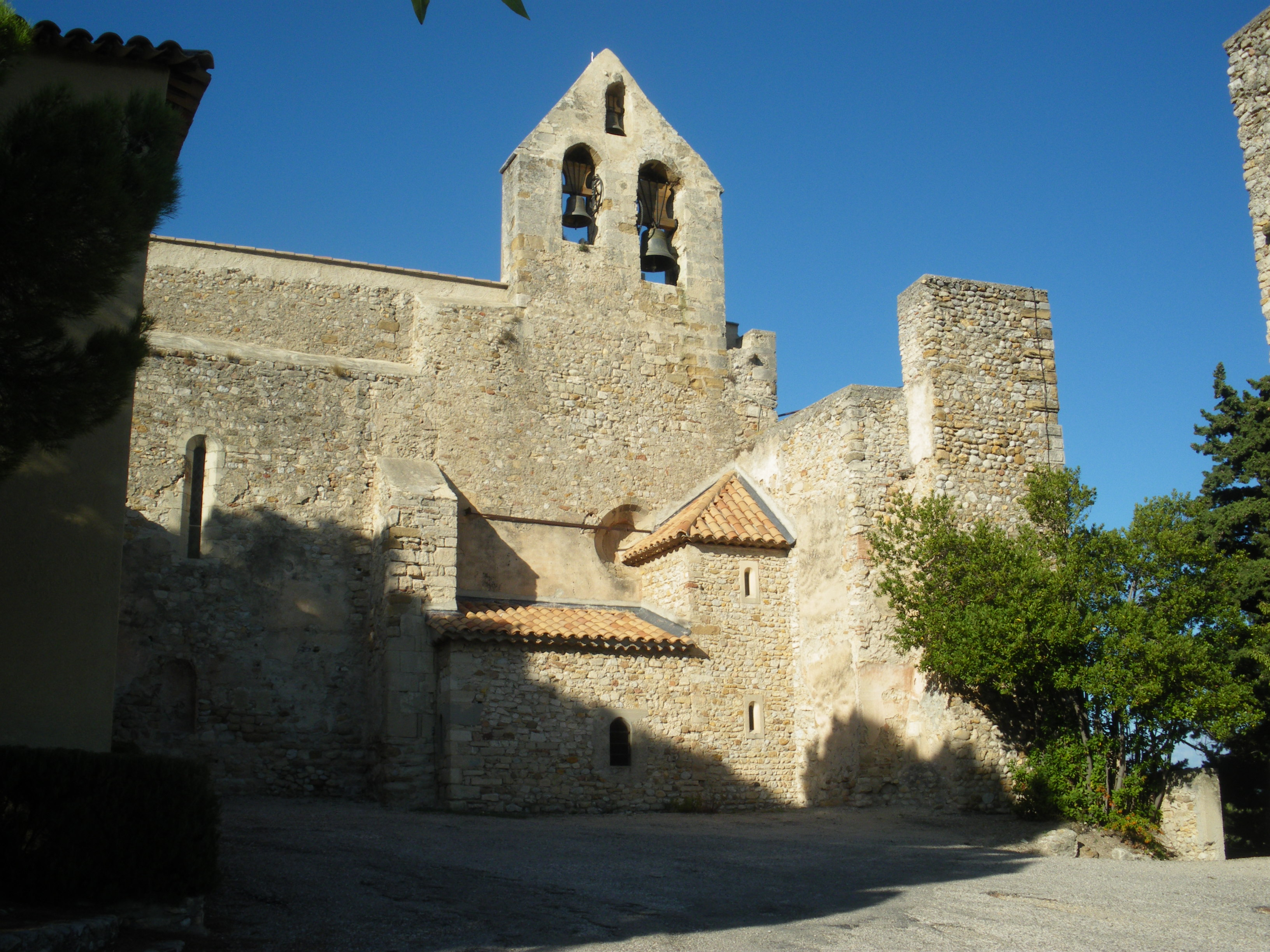
Kirche Saint-Didier
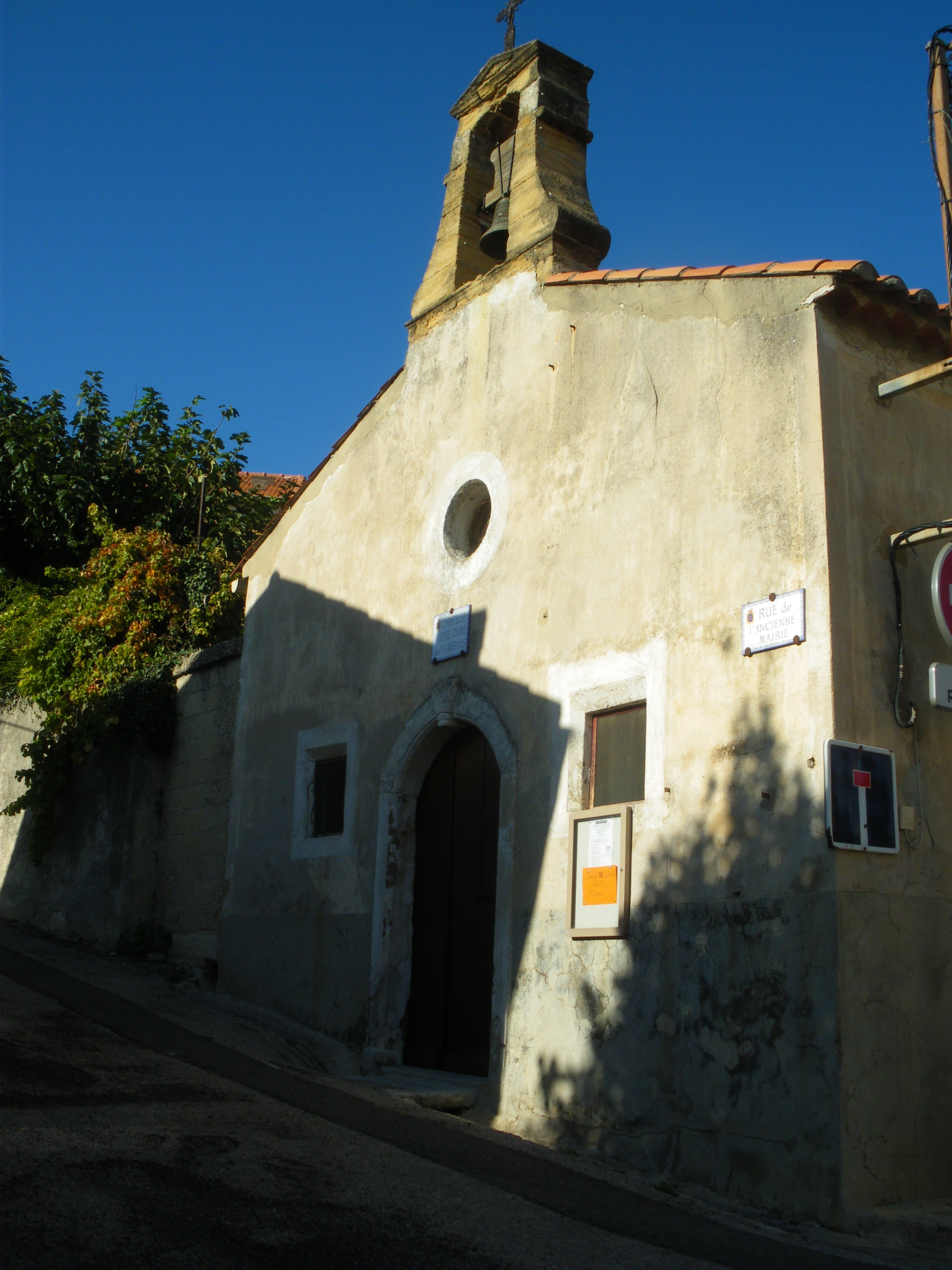
Kapelle Notre Dame des Vignerons
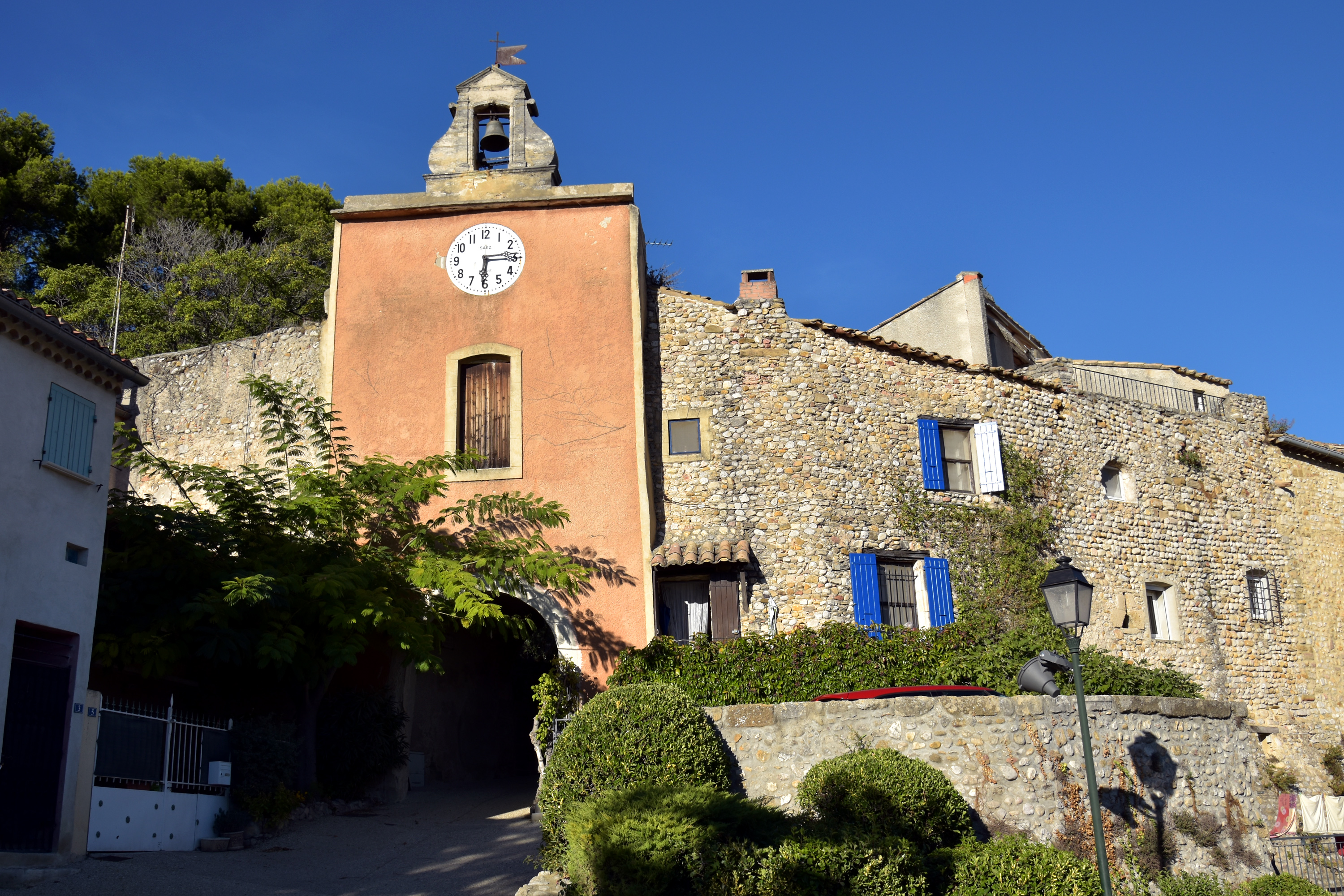
Uhrturm

## Städtepartnerschaften
- Houyet, Namur, Belgien